# Верхнебаканский район
Верхнебаканский район — административно-территориальная единица в составе Краснодарского края, существовавшая в 1939—1953 годах. Центр — пгт Верхнебаканский.
Верхнебаканский район был образован 21 июня 1939 года в составе Краснодарского края. В его состав вошли посёлки Верхнебаканский и Гайдукский, а также Глебовский, Мысхакский, Раевский и Цемдолинский сельсоветы, находившиеся в подчинении города Новороссийска, а также Натухаевский с/с Анапского района.
22 августа 1953 года Верхнебаканский район был упразднён. При этом Глебовский, Мысхакский, Натухаевский, Раевский и Цемдолинский с/с, а также посёлок Абрау-Дюрсо были переданы в Анапский район, а посёлки Верхнебаканский и Гайдук — в подчинение городу Новороссийску.